# ケロゲン
ケロゲン（Kerogen、ケロジェン）とは、堆積岩中の有機物の一部を構成する有機化合物の混合物である。構成化合物の分子量が高い（1000Daにも達する）ため、通常の有機溶媒には不溶である。可溶画分は、ビチューメンとして知られている。地殻の中で適切な温度（液体では約60-160℃、気体では約150-200℃、どちらも岩石がどれだけ早く加熱されるかに依存する）まで加熱されると、原油または天然ガスを放出するケロジェンもある。このようなケロジェンが頁岩等に高濃度で含まれると、根源岩となる。炭化水素を放出するほど温められなかったケロジェンを豊富に含む頁岩は、オイルシェールとなる。
「ケロジェン」という名前は、ギリシア語で「ワックス」を意味する
κηρόςと、「生産する」という意味の-genから、スコットランド人の有機化学者アレクサンダー・クラム・ブラウンが1906年に命名した。

## ケロジェンの形成
珪藻、プランクトン、胞子、花粉等の生物が死ぬと、有機物は分解される。基本的に生合成の逆となるこの過程では、タンパク質や炭水化物に由来する大きな生体高分子は分解される。分解された成分は、高分子形成の材料になりうる。このような重合反応は、常に鉱物の形成と同時に起こり、頁岩のような堆積岩となる。
このような過程による高分子の形成は、ケロジェンの大きな分子量と、多様性のある化学組成の原因となる。最小の単位はフルボ酸、中程度の単位はフミン酸、最大の単位はフミンである。有機物が鉱物と同時期に沈着すると、堆積とそれに続く埋没により、大きな圧力と高い温度勾配がかかる。十分な地質学的時間に十分な温度と圧力がかかると、ある特殊な変化が起こり、ケロジェンを生じる。このような変化は、水素、酸素、窒素、硫黄の喪失を伴い、官能基の喪失に至って、異性化、芳香族化を促進する。芳香族化により、分子が層状に積み重なることができ、密度とビトリナイト反射率がさらに増加し、色は、深くなるにつれ黄色から橙色、赤色、茶色、黒色へと変化する。

## 組成
ケロジェンは純物質ではなく、有機化合物の混合物であるため、化学式を持たない。そして、化学組成はサンプル毎（産出地毎）にかなり異なる。例えば、北アメリカ大陸西部のGreen River Formationのオイルシェールの組成は、炭素215：水素330：酸素12：窒素5：硫黄1である。

## 地球外のケロジェン
炭素質隕石は、ケロジェン様の物質を含む。このような物質は、地球型惑星で形成されたと考えられている。
ケロジェンは、恒星の周囲の星間物質の中にも見られる。